# St. Willehad (Wilhelmshaven)

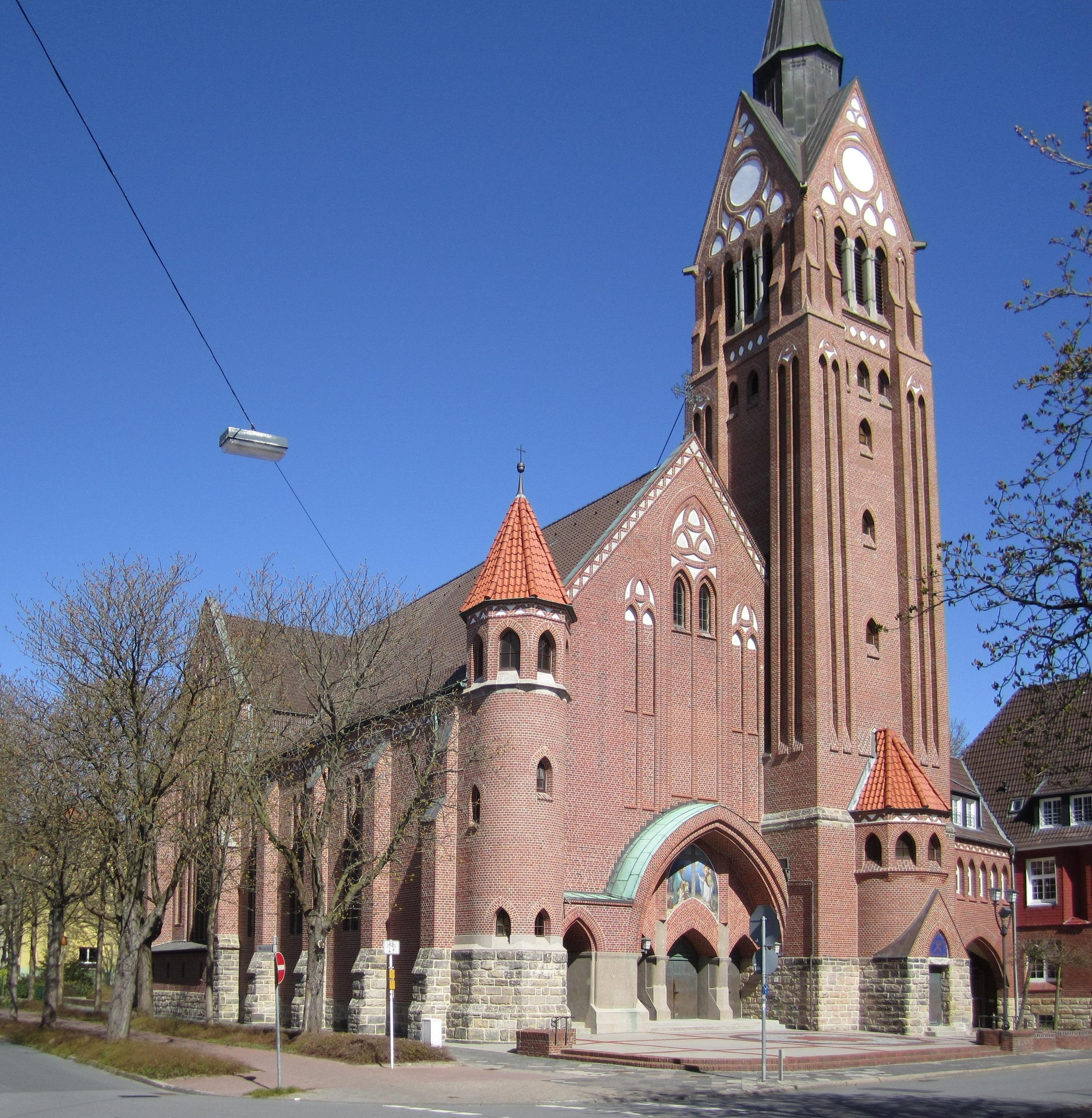
St. Willehad, Portal (Bremer Straße)

Die katholische Kirche St. Willehad in Wilhelmshaven, Bremer Straße / Mozartstraße, ist das älteste katholische Gotteshaus der Stadt. Sie wurde in den Jahren 1910 und 1911 nach Entwurf des hannoverschen Architekten Maximilian Jagielski errichtet.

## Geschichte
Vor dem Bau von St. Willehad besuchten die Katholiken der damals preußischen Stadt Wilhelmshaven die Heilige Messe in der 1879 erbauten, auf oldenburgischem Territorium gelegenen St.-Marien-Kirche an der Ansgaristraße.
Die Konsekration von St. Willehad erfolgte am 8. November 1911, dem Fest des hl. Willehad, durch Weihbischof Everhard Illigens.
St. Willehad war zunächst eine Kapellengemeinde und gehörte zum Pfarrverband Jever. 1913 wurde sie als eigenständige Pfarrei errichtet.
In den Jahren 1966 bis 1972 wurden die Gemeinden St. Michael (1966), Christus König (1966) und St. Peter abgepfarrt.
Seit 2008 ist sie die einzige katholische Pfarrei in Wilhelmshaven. Alle anderen ehemals selbständigen Pfarreien wurden zusammengelegt.

## Architektur

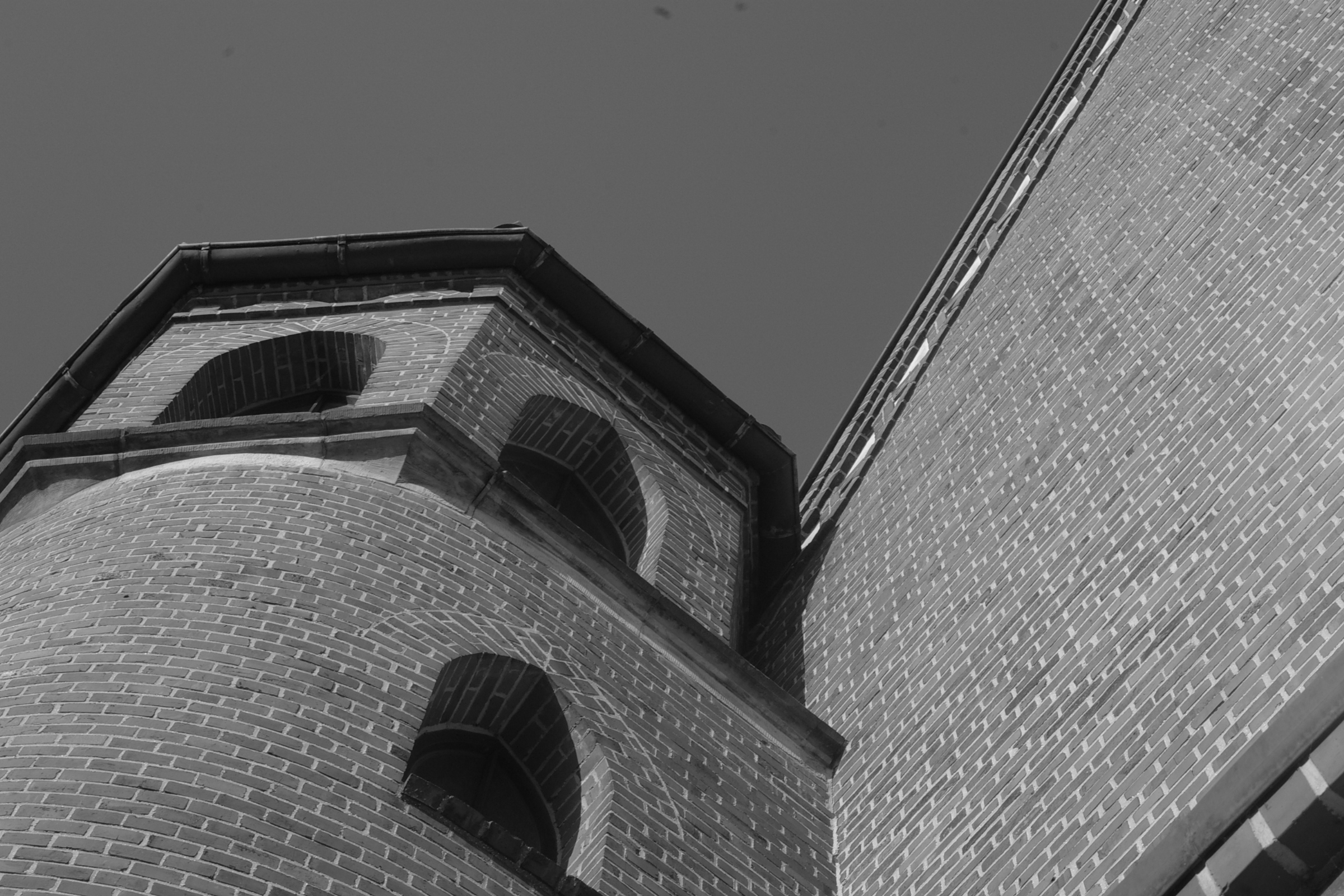
Detailaufnahme

St. Willehad ist in einem im Sinne der Reformarchitektur verfremdeten neugotischen Stil aus Backstein erbaut. Die dreischiffige Basilika mit Querhaus mündet im Norden in eine Vier-Achtel-Apsis. Die Portalfront im Süden wird links von einem kleinen Treppenturm, rechts von dem monumentalen Glockenturm flankiert. Dessen Obergeschoss mit vier Ziergiebeln und dachreiterartiger Spitze erinnert an den Turm der Marktkirche in Jagielskis Heimatstadt Hannover.

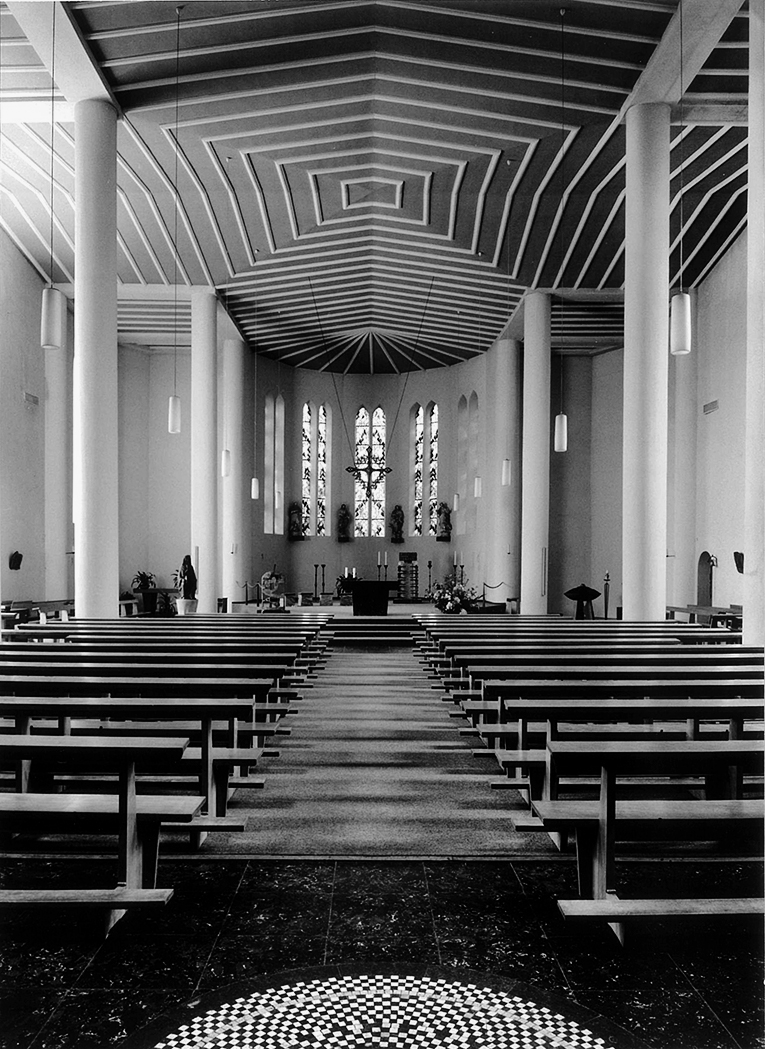
1961 Neugestaltung der Innendecke durch Ludger Sunder-Plassmann